# قفلان (مناخة)

تعديل مصدري - تعديل

قفلان هي إحدى قرى عزلة مسار بمديرية مناخة التابعة لمحافظة صنعاء، بلغ تعداد سكانها 397 نسمة حسب تعداد اليمن لعام 2004.